# Albin Castelli
Albin Benedict Castelli (* 14. März 1822 in Dresden; † 31. Oktober 1892 in Großpriesen) war ein deutscher Bergmann, Geologe, Mineraloge und Paläontologe.

## Leben
Albin Castelli war ein Sohn des Königlich Sächsischen Kammermusikers Johann Christian Friedrich Castelli. Nach dem Besuch des Gymnasiums in Dresden und Freiberg studierte Castelli ab 1841 an der Bergakademie Freiberg Bergbau. 1842 wurde er Mitglied des Corps Franconia Freiberg, bei dem er zusammen mit dem Chemiker Robert Richter aktiv war. Nach 1845 verließ er ohne Abschluss die Bergakademie und begann im böhmischen Salesel bei Großpriesen eine praktische Bergbautätigkeit bei der sächsischen Bergbaugesellschaft Salesler Kohlen-Gewerkschaft. Dort stieg er bis zum Bergdirektor auf. Unter seiner Leitung nahm der dortige Braunkohlenuntertagebau eine außerordentlich erfolgreiche Entwicklung.
Castelli hatte eine aktive Rolle bei der Erforschung der Geologie, Mineralogie und Paläontologie des Böhmischen Mittelgebirges, indem er mit seinen beruflichen Erfahrungen Geologen wie Josef Emanuel Hibsch in ihren wissenschaftlichen Arbeiten unterstützte. Er legte mineralogische und paleontologische Sammlungen an, die weltweite Beachtung fanden. Durch seine wissenschaftliche Zusammenarbeit mit dem Dresdener Paläontologen Hermann Engelhardt förderte er die phytopaleontologische Erforschung des Nordböhmischen Tertiärsediments.

## Auszeichnungen
- Korrespondierendes Mitglied der Österreichischen Geologischen Gesellschaft, der Geological Society of London sowie der geologischen Gesellschaften in Deutschland, Russland und den USA
- Ehrenmitglied der Österreichischen Geologischen Gesellschaft
- Mitglied der Naturwissenschaftlichen Gesellschaft ISIS Dresden
- Korrespondierendes Mitglied der Wissenschaftlichen Gemeinschaft in Ústí nad Labem
- Namensgeber für das Taxon Ilex castellii
- Namensgeber für den Castellit, für eine Art von in einigen Phonolithen des Böhmischen Mittelgebirges vorkommenden Titaniten.